# Hino da Carta
Hymno da Carta (совр. порт. Hino da Carta — «Гимн хартии») — гимн Королевства Португалия, официально утверждённый в качестве государственного гимна в мае 1834 года. Оставался официальным гимном до того как был заменен «Португезой» 19 июля 1910 года, через год после образования Португальской республики. 
Музыка и слова гимна были написаны в 1822 году коронованным принцем Педру, позднее известным как император Бразилии Педру I и король Португалии Педру IV. Первоначально произведение носило название «Имперский и конституционный гимн».
«Гимн хартии» является редким примером гимна, написанного правителем государства. Помимо него, Педру написал «Гимн независимости Бразилии», который в течение его правления имел статус государственного гимна Бразильской империи.